# Nomós Piraiós
Nomós Piraiós var en prefektur i Grekland.  Den låg i regionen Attika, i den sydöstra delen av landet, 60 km söder om huvudstaden Aten.
Perfekturen Nomós Piraiós bildades 1964 och blev 1972 en underperfektur till Nomós Attikís. När Nomós Attikís blev en region 1987 blev Nomós Piraiós åter en perfektur som upphörde 2011 och delades i regiondelarna Öarna och Pireus.